# Pusto Polje
Pusto Polje este o localitate din comuna Nazarje, Slovenia, cu o populație de 111 locuitori.